# Јакобитски устанци
Јакобитски устанци су били низ устанака, побуна и ратова у Великој Британији и Ирској између 1688. и 1746. Циљ устанака је било враћање Џејмса VI од Шкотске и II од Енглеске, а касније његових потомака из династије Стјуарт на трон Велике Британије пошто их је збацио парламент током Славне револуције. Овај низ устанака је добио име по јакобитизму, уверењу да је Џејмс (латински Јаков) законити краљ. Џејмс је био збачен са трона 1688. који је отишао његовом кћерки Мери II и њеном супругу холандском принцу Вилијаму Оранском.
Иако је сваки јакобитски устанак имао јединствене особине, они су били делове већег низа војних акција којим су јакобити покушавали да врате Стјуарте на престоле Шкотске и Енглеке (и после 1707. Велике Британије). Када је династија Хановер наследила британски трон 1714. устанци су се наставили и појачали. Трајали су све до последњег Јакобитског устанка из 1745, који је је водио Чарлс Едвард Стјуарт. Устанак је угушен у бици код Калодена 1746. Она је окончала било какву реалне наде за повратак Стјуарта на престо.